# Михайлов Костянтин Костянтинович
Костянтин Костянтинович Михайлов (10 травня 1910 — 29 травня 1994) — артист театру і кіно, народний артист РРФСР (з 30 грудня 1967 року).

## Біографія
Народився 10 травня 1910 року в сім'ї піаніста Костянтина Михайлова.
- з 1930 по 1935 рік — артист МХАТу.
- з 1935 по 1938 рік — актор Харківського російського драмтеатру.
- з 1938 по 1941 рік — актор Ленінградського Великого драматичного театру імені Горького.
- з 1941 по 1944 рік — артист ЦОКС.
- з 1944 по 1988 рік — актор театру імені Моссовєта.

Помер 29 травня 1994 року. Похований в Києві на Байковому кладовищі поруч з батьком (ділянка № 8а).

## Творчість
Театральні роботи:
- 1953 Окойомов («Красень чоловік» О. М. Островского);
- 1953 Звездич («Маскарад» М. Ю. Лермонтова).

Озвучування:
- 1961 Хто ви, доктор Зорге? | Who Are You, Mr. Sorge? | Qui êtes-vous, Monsieur Sorge? / Spia del secolo, La / 映画 スパイ (ФРН, Італія, Франція, Японія) :: Альбрехт Вольф, роль Рольфа Кучери;
- 1960 Жив-був шахрай | There Was a Crooked Man (Велика Британія) :: Мак Кіллап, роль Ендрю Крікшенка;
- 1956 Пісня Етері, роль Г. Гегечкорі.

Ролі в кіно:

Могила Костянтина Михайлова

- 1995 Бульварний роман :: Матеранський
- 1988 Мільйон за посмішку (телеспектакль) :: Віталій Миколайович Карташов, архітектор
- 1987 Шантажист :: епізод
- 1987 Живий труп (телеспектакль) :: Сергій Дмитрович Абрезков
- 1986 Суд над суддями (телеспектакль) :: Карл Вик
- 1982 Дві глави з сімейної хроніки :: сусід Ірини
- 1980 Проста дівчина (телеспектакль) :: Сергій Сергійович, батько Валентина
- 1977 Провінційна історія (телеспектакль) :: Славін-Славінський
- 1976 Топаз (телеспектакль) :: поважний старець
- 1976 Сибір
- 1976 Розповіді Марка Твена (телеспектакль) :: розгніваний читач, відвідувач редакції газети
- 1976 Капітанська дочка (телеспектакль) :: генерал
- 1975 Дивна місіс Севідж (телеспектакль) :: доктор
- 1973 Дитинство. Отроцтво. Юність (телеспектакль) :: князь Іван Іванович
- 1972 Шторм (телеспектакль) :: лектор
- 1972 Золото, золото — серце народне (телеспектакль)
- 1968 Гольфстрім :: батько Льоні
- 1967 Тетянин день :: Самсонов
- 1964 Товариш Арсеній :: Смолін, керуючий
- 1962 Кільця слави :: епізод
- 1958 Висока посада :: Андрєєв
- 1956 Головний проспект :: Зеленцов, працівник міністерства
- 1955 Педагогічна поема :: Шарин, інспектор
- 1955 Княжна Мері :: торговець килимами
- 1954 Чемпіон світу :: коментатор і кореспондент
- 1951 Незабутній 1919 рік :: епізод (Немає в титрах)
- 1948, 1949 Сталінградська битва :: Вільям Гарріман, спеціальний представник президента США в СРСР
- 1944 Людина № 217 :: вербувальник вченого (Немає в титрах)
- 1941 Боксери :: імпресаріо Ланса
- 1940 Танкер «Дербент» :: старший помічник Касацкій
- 1938 Виборзька сторона :: офіцер